# Slag bij Formentera (1529)
De Slag bij Formentara vond plaats op 28 oktober 1529 toen een Ottomaanse vloot onder Aydın Reis een kleine Spaanse vloot van acht galeien op de vlucht deed slaan voor het eiland Formentera bij Ibiza. 
De Habsburgse keizer Karel V had een kleine Spaanse vloot van acht galeien onder de Spaanse bevelhebber van de Castiliaanse vloot, Rodrigo Portuondo, gestuurd om Barbarijse schepen uit Algiers onder Caccia Diavolo te elimineren die de kust van Valencia overvielen en Moriscos van Spanje naar Algerije vervoerden.
Rodrigo Portuondo werd gedood in de strijd, zeven van zijn acht galeien werden veroverd en zijn soldaten werden als slaven naar de onlangs veroverde stad Algiers gebracht.